# Правительство Кайо
Правительство Кайо — кабинет министров, правивший Францией 201 день с 27 июня 1911 года по 14 января 1912 года, в период Третьей французской республики, в следующем составе:
- Жозеф Кайо — председатель Совета министров и министр внутренних дел и культов;
- Жюстен де Сельв — министр иностранных дел;
- Адольф Мессми — военный министр;
- Луи Люсьен Клоц — министр финансов;
- Рене Рено — министр труда и условий социального обеспечения;
- Жан Крюппи — министр юстиции;
- Теофиль Делькассе — морской министр;
- Теодор Стег — министр общественного развития и искусств;
- Жюль Пам — министр сельского хозяйства;
- Альбер Лебрен — министр колоний;
- Виктор Огагнёр — министр общественных работ, почт и телеграфов;
- Морис Куйба — министр торговли и промышленности.